# Brugdebreen
Der Brugdebreen (norwegisch für Riesenhaigletscher) ist ein Gletscher im ostantarktischen Königin-Maud-Land. In der Gjelsvikfjella liegt er in der Umgebung der norwegischen Troll-Station.
Wissenschaftler des Norwegischen Polarinstituts benannten ihn 2007 in Anlehnung an die Benennung des benachbarten Gebirgskamms Brugda.